# Лигилья Уругвая
Лигилья Уругвая (исп. Liguilla Pre-Libertadores de América) — турнир в Уругвае, в котором лучшие клубы страны по результатам прошедшего сезона выявляют представителей от Уругвая в предстоящем Кубке Либертадорес. В сезонах 1995 и 1997 участвовали также лучшие любительские команды Кубка Эль Паис, а в 1993, 1994, 1996 годах эти клубы сначала проходили квалификацию вместе с клубами Примеры — Турнир интеграции. С 2006 года турнир называется Кубок Артигаса (исп. Copa Artigas). Турнир не может в полной мере называться Кубком Уругвая по футболу, поскольку в нём участвуют лишь несколько лучших команд прошедшего сезона. По своей структуре Лигилья скорее напоминает Кубок немецкой лиги — с более высоким статусом за счёт предоставления путёвки в международный клубный турнир.

## История турнира
С 1974 по 1997 год чемпион Уругвая также обязан был участвовать в Лигилье. Были прецеденты, при которых действующий чемпион мог не пробиться в Кубок Либертадорес.
В 1991—1998 годах в турнире разыгрывались также 2 путёвки в Кубок КОНМЕБОЛ.
С 1998 года чемпион страны получил прямую путёвку в Кубок Либертадорес и в лигилье стали разыгрывать другие 2 путёвки в турнир.
С 2002 года в Лигилье стали выявлять представителя от Уругвая в Кубке Либертадорес и двух представителей в Южноамериканском кубке.

## Чемпионы
| - 1974 Пеньяроль - 1975 Пеньяроль - 1976 Дефенсор - 1977 Пеньяроль - 1978 Пеньяроль - 1979 Дефенсор - 1980 Пеньяроль - 1981 Дефенсор - 1982 Насьональ - 1983 Данубио - 1984 Пеньяроль - 1985 Пеньяроль - 1986 Пеньяроль - 1987 Монтевидео Уондерерс - 1988 Пеньяроль - 1989 Дефенсор Спортинг - 1990 Насьональ - 1991 Дефенсор Спортинг | - 1992 Насьональ - 1993 Насьональ - 1994 Пеньяроль - 1995 Дефенсор Спортинг - 1996 Насьональ - 1997 Пеньяроль - 1998 Белья Виста - 1999 Насьональ - 2000 Дефенсор Спортинг - 2001 Монтевидео Уондерерс - 2002 Феникс - 2003 Феникс - 2004/2005 Пеньяроль - 2006 Дефенсор Спортинг - 2007 Насьональ - 2008 Насьональ - 2009 Серро - 2009/10 Не проводилась - 2010/11 Не проводилась |

## Победы
- Пеньяроль — 12
- Дефенсор Спортинг — 8
- Насьональ — 8
- Феникс — 2
- Монтевидео Уондерерс — 2
- Белья Виста — 1
- Данубио — 1
- Серро — 1